# Олдем Атлетік
«О́лдем Атле́тік» (англ. Oldham Athletic A.F.C.) — англійський футбольний клуб з Олдема (графство Великий Манчестер). Заснований 1895 року. Кольори клубу — блакитно-біло-помаранчеві.

## Досягнення
- Віце-чемпіон Англії: 1914/15
- Півфіналіст Кубка Англії: 1912/13, 1989/90, 1993/94
- Фіналіст Кубка Ліги: 1990
- Переможець плей-оф Конференції Національної ліги: 2024/25

## Цікавий факт
Клуб став першою в історії АПЛ командою, яка вилетіла з усіх професіональних ліг країни і перейшла у статус «нелігової». 

## Галерея

Стара емблема клубу (1983—2011)